# Nightbirds
Nightbirds è il quarto album del gruppo musicale statunitense Labelle, pubblicato nel 1974 dalla Epic Records. Tra i migliori dischi del gruppo, Nightbirds produce Lady Marmalade, singolo di grande successo commerciale – arriva al primo posto nella Billboard Hot 100 – apprezzato anche dalla critica. Nel 2003, la rivista Rolling Stone ha inserito Nightbirds tra i 500 migliori album di sempre.
| Recensione       | Giudizio |
| ---------------- | -------- |
| AllMusic         | [ 1 ]    |
| Robert Christgau | A-       |
| Rolling Stone    | [ 2 ]    |

## Tracce
Testi di Nona Hendryx eccetto dove indicato, musiche di Allen Toussaint.
Lato A
1. Lady Marmalade – 3:56 (Bob Crewe, Kenny Nolan)
2. Somebody Somewhere – 3:25
3. Are You Lonely? – 3:12
4. It Took a Long Time – 4:03 (Raymond Bloodworth, L. Russell Brown, Bob Crewe)
5. Don't Bring Me Down – 2:48 (Allen Toussaint)

Lato B
1. What Can I Do for You? – 4:02 (Edward Batts, James Budd Ellison)
2. Nightbird – 3:09
3. Space Children – 3:02
4. All Girl Band – 3:50 (Allen Toussaint)
5. You Turn Me On – 4:37